# Beta Israel
Los judíos de origen etíope —conocidos también con los términos Beta Israel (en hebreo: ביתא ישראל, Beta Israel, «Casa de Israel»; ge'ez: ቤተ፡ እስራኤል Bēta 'Isrā'ēl, modernamente Bēte 'Isrā'ēl) o falashas (en amárico «exiliados» o «extranjeros»), que puede ser considerado peyorativo— son la parte del pueblo judío oriunda de Etiopía y sus descendientes. Cerca del 80 % de ellos (más de 100 000) viven actualmente en Israel, lugar a donde comenzaron a emigrar a mediados del siglo XX gracias a la ley de retorno de 1950. 
Fueron reconocidos como descendientes de las tribus perdidas de Israel en 1975 (específicamente la tribu de Dan y Judá) tras la investigación realizada por el rabino sefardí Ovadia Yosef y el rabino Asquenazí Shlomo Goren en ese momento, Israel los reconoció como judíos auténticos. Gracias al reconocimiento, los judíos etíopes consiguieron permiso para poder emigrar a Israel. 

## Historia
La comunidad habitó durante siglos en el reino de Aksum y en el Imperio etíope, y en tiempos recientes ha vivido en las regiones de Amhara y Tigray. La mayoría de los judíos etíopes ha emigrado a Israel desde entonces. Cuando Eldad el Danita llegó a Cirene y habló de un reino judío independiente de Beta Israel, y afirmó ser ciudadano del estado Beta Israel. El Reino de Simien. Se observa que en esta época los judíos de Etiopía tenían oraciones y ceremonias religiosas en Hebreo. y tenían conocimiento de las antiguas prácticas de Halajá que involucraban Niddah y leyes de pureza que otros judíos no conocían en ese momento. En el siglo X, los judíos bajo dominio judío repelieron la invasión abisinia. Luego, ocuparon Reino de Axum con la ayuda de sus aliados gentiles, y los rebeldes judíos impusieron su dominio sobre la región durante 40 años. 

A finales del siglo XII, el viajero Benjamín de Tudela  menciona a la comunidad judía en Etiopía y dice: "No tienen cargas internacionales", es decir, son los que luchan constantemente contra el reino cristiano de Abisinia. En el siglo XIII, el viajero Marco Polo habló de la presencia de judíos que teníen hablaban una forma de hebreo con un acento entrecortado, y luchaban constantemente contra los musulmanes y cristianos de la región. en la región A finales del siglo XIII, el Imperio etíope tomó el poder y comenzó a establecerse, a librar guerras y a difundir el cristianismo entre los reinos paganos, musulmanes y judíos de aquella época. En el siglo XIV, la actividad de los misioneros cristianos comenzó entre los ("Shava שאווה" descendientes de los judíos de Beta Israel) que vivían fuera de la tierra de los judíos y establecieron templos y monasterios cerca de ellos; sin embargo, se cuenta que los judíos quemaban y saqueaban continuamente. estos monasterios, aumentando aún más la tensión entre los judíos y el emperador etíope. 

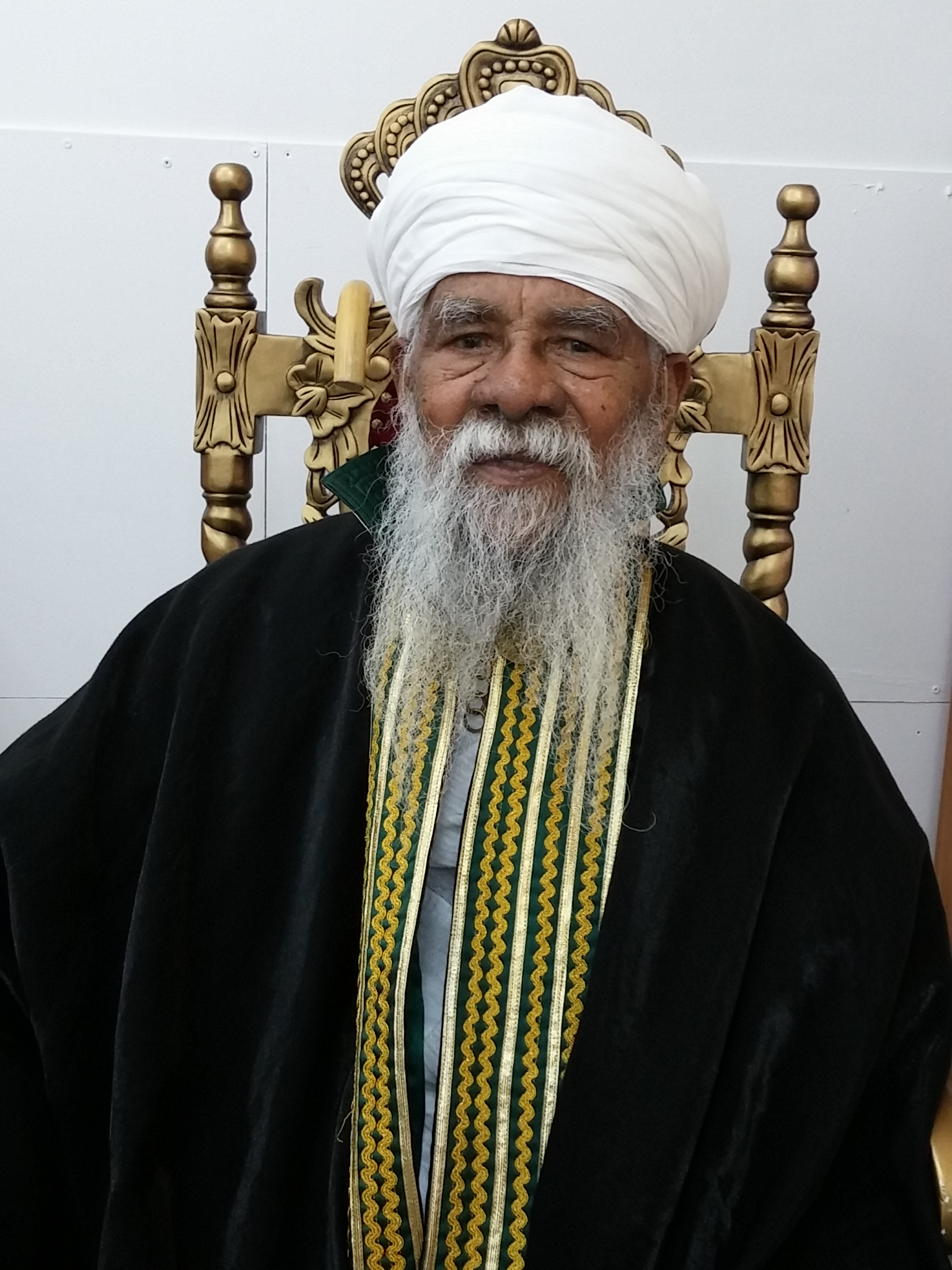
Rafael ben Hadane, ex Liqa Kahenat (Sumo sacerdote) de Beta Israel en Israel

La comunidad ha estado practicando una forma única de judaísmo durante unos dos milenios, incluyendo su fidelidad a estrictas leyes dietéticas, observancia del Sabbath, una tradición religiosa y la veneración de las escrituras en el antiguo idioma judiazo dialecto de Ge'ez. En años recientes, la comunidad se ha ido integrando en la sociedad moderna de Israel. 
Israel negoció con el régimen comunista de Etiopía el traslado de los judíos que lo desearan a territorio israelí. A esa operación se la llamó Moisés, intervención que por el colapso del régimen comunista en el poder se complicó más de lo esperado y tuvo que ser alargada con la operación Josué y la operación Salomón, la cual tuvo lugar en 1991 y supuso la evacuación de 14325 judíos etíopes a Israel, estableciendo un récord mundial del mayor número de pasajeros llevados por un solo avión (1122). 
La primera parte de la operación comenzó en realidad durante 1979, cuando era bastante secreta, si bien se cita erróneamente el año 1984, aunque aún se realizaban algunas operaciones de traslado. Uno de los primeros asentamientos transitorios estuvo en Ofakim, en el Néguev.

## Demografía
el Orit (del arameo imperial: אורייה, romanizado: ˀorāytā, literalmente, 'ley escrita, Torá') u Octateuco: los cinco libros de Moisés más Josué, Jueces y Rut. El Orit posee rituales judíos muy antiguos que reciben su nombre por su nombre original, p. numerosas leyes de Niddah, purificación, etc. El resto de la Biblia tiene una importancia secundaria. Poseen el Libro de las Lamentaciones, que está tomado directamente del canon hebreo tradicional, por lo que tiene una inmensa influencia hebrea, así como el Libro de Jeremías.
Muchos de los meses que siguió el Beta Israel provinieron de palabras hebreas como "Nisan", "Ab", "Lul" y "T'eshvan".En la década de 1930, Jones y Monroe argumentaron que las principales lenguas semíticas de Etiopía pueden sugerir una antigüedad del judaísmo en Etiopía. "Aún persiste la curiosa circunstancia de que varias palabras abisinias relacionadas con la religión, como las palabras para infierno, ídolo, Pascua, purificación y almas, son de origen hebreo. Estas palabras deben haber sido derivadas directamente de una fuente judía. porque la Iglesia Abisinia conoce las Escrituras sólo en una versión Ge'ez hecha de la Septuaginta."